# Rada Wojenna Pacyfiku

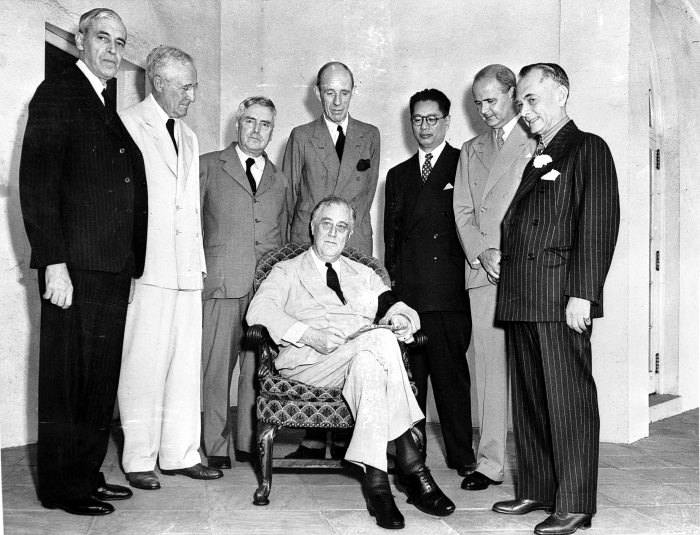
Uczestnicy posiedzenia Rady 12 października 1942; siedzi prezydent USA Franklin Delano Roosevelt; stoją od lewej: ambasador Australii w USA Owen Dixon, ambasador Kanady w USA Leighton McCarthy, minister finansów Nowej Zelandii Walter Nash, ambasador Wielkiej Brytanii w USA lord Halifax, minister spraw zagranicznych Chin Song Ziwen, ambasador Holandii w USA Alexander Loudon i prezydent Filipin Manuel Luis Quezon; brak maharadży Digvijayasinhaji.

Rada Wojenna Pacyfiku (Pacific War Council) – ciało konsultacyjne i koordynacyjne działające w obozie aliantów podczas II wojny światowej. Posiedzenia odbywały w Waszyngtonie, zaś pierwsze miało miejsce 1 kwietnia 1942. Początkowo w jej skład wchodzili przedstawiciele USA, Wielkiej Brytanii, Chin, Australii, Nowej Zelandii, Holandii i Kanady. Później dokooptowano także reprezentantów Indii i Filipin. Władze Australii pragnęły, aby Rada stanowiła faktyczne miejsce podejmowania najważniejszych decyzji o działaniach wojennych na Pacyfiku. W praktyce pełniła ona rolę jedynie konsultacyjną, zaś jej rekomendacje trafiały do dowództwa amerykańskiego, które mogło, lecz nie musiały, stosować się do nich.